# 刘籍甫
刘籍甫（1916年—），陕西神木县刘家坡人。中华人民共和国政治人物、军事人物。

## 生平
1934年1月加入共青团，8月参加革命工作，同时加入中国共产党，先后担任神木共青团四区区委组织部长、五区团委书记，神府团特委组织部长，红军独立师政治部青年科科长。1937年至1945年，历任八路军警备六团政治处青年干事、连指导员、营教导员、晋绥军区二十七团二营营长。
1945年至1949年，相继担任神府地区河防司令员兼神府支队队长，晋绥军区警备一团团长，率部执行攻打神木高家堡，攻占神木、府谷县城及麻镇、准噶尔旗、杨家湾、王家湾等大小战斗任务。之后又奉命参加绥包战役、太原战役。
中华人民共和国成立之后，获得独立自由勋章、解放勋章等。1950年至1962年，历任六十九军107师副师长、军炮兵副司令兼高炮主任，参加了朝鲜战争和中印战争。1962年至1973年，任西藏军区山南军分区司令员、西藏军区副参谋长兼拉萨警备区司令员。1973年至1981年，调任山西省军区副参谋长，后为省军区顾问，1981年4月离休，军级待遇。